# Dennis DJ
Dennison de Lima Gomes (Duque de Caxias, 30 de julho de 1980), mais conhecido pelo nome artístico Dennis DJ ou DENNIS, é um compositor, produtor musical e DJ brasileiro. Tornou-se famoso ao produzir diversas faixas de artistas de funk carioca e funk melody.

## Carreira

### Como radialista
Em 1995, com 15 anos e trabalhando em uma rádio comunitária, Dennis começou a se interessar na produção de músicas. Neste período, começou a gravar com alguns MCs de funk carioca da sua cidade até despertar o interesse da equipe de som Furacão 2000, que logo o contratou. Na mesma equipe de som, Dennis produziu muitas montagens e músicas que ficaram conhecidas nacionalmente. A primeira música de grande sucesso do Dennis, foi "Cerol na Mão", do grupo Bonde do Tigrão, divulgada em programas de emissoras de televisão e rádio como Bandeirantes e Rádio Imprensa. Dennis trabalhou na Furacão até 2003, até desenvolver a sua própria  equipe de som, intitulada "Som do Galerão", que seria também gravadora, editora, estúdio de gravação e programa de rádio. Com a equipe Som do Galerão montada, Dennis trabalhou em vários bailes e casas de shows do Rio de Janeiro. O programa de rádio "Som do Galerão", desenvolvido por Dennis, esteve por seis anos no ar na Rádio Beat98 e também foi executado por alguns anos na BH FM. Na mesma Beat98, Dennis comandou outros programas, como o "Big Galerão", ao lado do DJ Marlboro e também o seu atual programa, o "Baile do Dennis".
Dennis ficou no comando do programa até março de 2014, quando depois de oito anos, decidiu sair do Sistema Globo de Rádio (SGR), transferindo o seu programa para a FM O Dia, do Rio de Janeiro. No entanto, sua passagem pela FM O Dia não durou muito, permanecendo até outubro do mesmo ano. Em dezembro de 2014, o Baile do Dennis foi para a Rádio Transamérica Rio de Janeiro, onde ficou até 2018 até retornar para rádio FM o dia,  hoje conciliando com as rádios Litoral FM, Band FM.

### Vida pessoal
O DJ é pai de três filhos de três mães diferentes: com Tânia Gomes teve a sua primeira filha Lara, depois se casou com a empresária Kamilla Fialho com quem teve a sua segunda filha Tília que seguiu os passos do pai na música, depois se casou com a atriz e ex-dançarina Bárbara Falcão (antiga MC Babi) com quem teve o seu filho Dennis. Depois de um casamento de 13 anos, o artista se separou de Bárbara.

### Como produtor e DJ
Em sua carreira artística, Dennis foi o produtor responsável por hits de funk carioca como "Cerol na Mão", "Um Tapinha Não Dói" e "Vai Lacraia", de MC Serginho & Lacraia. Em 2008 ganhou maior repercussão nacional quando Kelly Key lançou um remix da faixa "Super Poderosa" com a participação de Dennis, a qual se tornou uma das faixas mais tocadas no Brasil naquele ano. Em 2009 produziu a faixa "Mansão Thug Stronda", do grupo Bonde da Stronda. Em 2012, trabalhou em um dos principais hits daquele verão, "Louquinha", da dupla João Lucas e Marcelo. O artista já lançou dois álbuns solo e um em parceria com o DJ Marlboro. Brevemente, Dennis vai lançar um DVD, nomeado como "Baile do Dennis", que contará com a participação de vários cantores como Buchecha, MC Koringa e Nego do Borel, a ser lançado no canal Multishow.
Dennis lançou vários singles como autor principal, com destaque para "Quando o DJ Mandar" (com MC Tarapi e MC Neblina), "Lindona" (com MC Guimê, MC Bola e MC Nego Blue)", "Bota um Funk pra Tocar" (com MC Nego do Borel & MC Marcelly),"Diva" (com MC Marcinho e MC K9)", "Acelerada" (com MC Smith e MC Maneirinho), "A Noite Inteira" (com Naldo Benny e MC Koringa), "Eu Sou Feliz" (com Cidinho & Doca) e "Perigosa" (com MC Livinho). Em outros estilos musicais, Dennis também trabalhou com o grupo Monobloco na música "Carol" e com o cantor sertanejo Lucas Lucco na música "Se Produz".
Em 20 de junho de 2016 Dennis lançou a canção "Malandramente", com participação dos cantores MC Nandinho e MC Nego Bam. Tornou-se o nono videoclipe mais visto no país em todo o ano, sendo o terceiro de funk, atrás de "Bumbum Granada", de MC Zaac e Jerry Smith, e "Cheia de Marra", de MC Livinho. Após o seu lançamento, a música tornou-se um meme na internet, com diversas paródias, incluindo uma em que uma parte do show do cantor Jon Bon Jovi é executado com trechos da música. A canção recebeu críticas da revista IstoÉ pelo suposto conteúdo vulgar apresentado no lírico. O sucesso da música fez com que os três artistas se tornassem os mais buscados na área musical do Google no Brasil, durante o ano de 2016. Em 2017, lança uma parceria com a dupla sertaneja Henrique & Diego no single "Malbec". 
Em 2020, durante a pandemia, trabalhou na faixa "Bunda Lelê", do álbum Só da cantora-compositora Adriana Calcanhotto.

## Discografia

### Álbuns de estúdio
- Furacão 2000 The Best 1 (1997)
- Furacão 2000 The Best 2 (1998)
- Furacão 2000 Pior que o bicho papão (1998)
- Furacão 2000 Gigante (1999)
- Furacão 2000 Tornado 1 (1999)
- Furacão 2000 Tornado 2 (2000)
- Furacão 2000 Mania (2001)
- Furacão 2000 Techno Funk 1 (2001)
- Furacão 2000 Techno Funk 2 (2001)
- Furacão 2000 Tornado 3 (2002)
- Furacão 2000 Twister (2003)
- Furacão 2000 Twister 2 (2003)
- Dennis DJ Funk Made in Brazil (2004)
- Dennis DJ Apresenta Funkadão (2005)[18]
- Som do Galerão By Dennis DJ (2006)
- Som do Galerão By Dennis DJ (2007)[19]
- Som do Galerão Funkirado (2009)[19]
- Big Galerão (2010) (em conjunto com DJ Marlboro)
- Pancadão das Marchinhas (2014)
- Na Farra (2016)[20]
- Professor da Malandragem (2017)
- Carnaval Embrazado (2018)
- Dennis DJ e MC G15 - Só você (2018)
- Dennis DJ e Kevinho - Agora é tudo meu (2018)
- Dennis DJ e Vitin - Sou teu fã (2019)
- Dennis DJ e Cantini - Isso que é vida (2019)
- Dennis DJ, Ludmilla e Xamã - Deixa de Onda (2021)

### Álbuns ao vivo
- DVD Dennis DJ Elementos do Funk (2009)
- DVD Baile do Dennis Ao Vivo (2015)[21]

### Singles solo
- "Super Poderosa" (com Kelly Key)
- "Quando o DJ Mandar" (Com MC Neblina e MC Tarapi)
- "Lindona" (Com MC Guimê, MC Bola & MC Nego Blue)
- "Bota um Funk pra Tocar" (Com Nego do Borel & MC Marcelly)
- "Diva" (Com MC Marcinho e MC K9)
- "Joga o copo pro alto (Vamos Beber)" (Com João Lucas & Marcelo e Ronaldinho Gaúcho)
- "Apaixonado" (Com MC Smith)
- "Perigosa" (Com MC Livinho)
- "Na Farra" (Com Wesley Safadão)
- ‎"Malandramente" (Com MC Nandinho e MC Nego Bam)
- "Ela Se Joga" (Com MC Marvin)
- "Bonita" (Com Thiaguinho)
- "Malbec"(Com Henrique & Diego)
- "Professor da Malandragem" (Com Wesley Safadão e Ronaldinho Gaúcho)
- "Agora é Tudo Meu" (Com Kevinho)
- "Bumbum Covarde" (Com Dilsinho, MC Neblina e MC Lan)
- "Joga no Waze" (Com Wesley Safadão)
- "Apimentadíssima" (com Lexa)
- "Tchau Tchau" (Com Henrique & Diego)
- "Medley da gaiola" (com Kevin o Chris)
- "Só você" (com MC G15)
- "Isso que é vida" (com Cantini)
- "Te prometo" (com MC Don Juan)
- "Modo Avião" (com Luíza & Maurílio)
- "Mesma Língua" (com Israel & Rodolffo)
- "Supera Eu Aí" (com Felipe Araújo)
- "Você Não Trai" (com Matheus & Kauan)
- "Eu Amo Todas" (com Jorge)
- "Pimenta" (com Bruno)
- "Eu Vou" (com Luan Santana)
- "Vera" (com Tierry)
- "Ainda Lembro" (com Raí e Xand Avião)
- "Lágrima Por Lágrima" (com Gusttavo Lima)
- "Sentimento Zero" (com Barões da Pisadinha)
- "Segredo de Rolê (com Thiago Brava)

## Prêmios e indicações
| Ano  | Prêmio               | Categoria | Resultado | Ref.          |
| ---- | -------------------- | --------- | --------- | ------------- |
| 2013 | Prêmio de Rádio 2013 | Melhor DJ | Venceu    | [ 22 ] [ 23 ] |
| 2013 | DJ Sound Awards 2013 | Melhor DJ | Venceu    | [ 24 ]        |